# Stieber József
Stieber József (Bozzai, 1954. január 5. –) magyar labdarúgó, edző.

## Pályafutása

### Játékosként
Stieber József a Vas megyei Bozzai településen született, a Haladás VSE neveltje és a klub színeiben az 1973–1974 és az 1974-1975-ös első osztályú bajnokságban 13 alkalommal lépett pályára. Pályafutását a katonaság szakította félbe, majd a vasi csapatba Kereki Zoltán mellett egyre kevesebb lehetőséghez jutott. A másodosztályú  Bakony Vegyészben fejezte be pályafutását.

### Edzőként
Stiber József visszavonulását követően edzősködött, a Celldömölki VSE csapatánál Pintér Attila segítője volt, de edzette az akkor megyei első osztályú Büki TK csapatát és dolgozott a Haladás VSÉ-nél és a Sárvárnál is az utánpótlásban.

## Családja
Három fia, Gábor, Zoltán és András is profi labdarúgó, Stieber Zoltán szerepelt és az osztrákok elleni csoportmérkőzésen gólt is szerzett a 2016-os Európa-bajnokságon.

## További információ
- Stieber József a Nemzeti Labdarúgó Archívum oldalán